# Thrixopelma christineae
Espèce
Thrixopelma christineae est une espèce d'araignées mygalomorphes de la famille des Theraphosidae.

## Distribution
Cette espèce est endémique du Pérou. Elle se rencontre vers Lima.

## Description
Le mâle holotype mesure 52,9 mm

## Systématique et taxinomie
Cette espèce a été décrite par Sherwood et Gabriel en 2024.

## Étymologie
Cette espèce est nommée en l'honneur de Christine Rollard. 

## Publication originale
- Sherwood & Gabriel, 2024 : « Two new species of Thrixopelma Schmidt, 1994 from Peru (Araneae: Theraphosidae). » ZooNova, no 31, p. 1-8..